# Gêneros de jogos eletrônicos

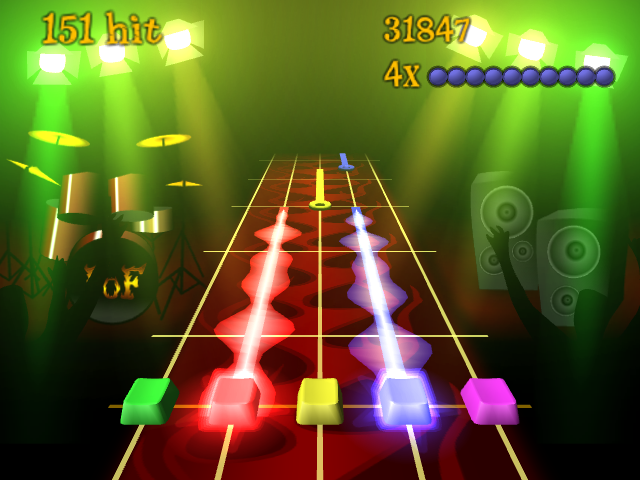
Captura de tela do jogo gratuito, Fretsonfire4

Os jogos electrónicos (português europeu) ou jogos eletrônicos (português brasileiro) possuem diversas variações e subespécies, a sua categorização pode variar de acordo com os aspectos a serem diferenciados.
Os jogos eletrônicos também incluem programas de computador, que não utilizam apenas o console videogame como suporte para funcionar.
As classificações são as mais diversas e não são mutuamente exclusivas ou coletivamente exaustivas, os jogos, portanto podem pertencer a mais de uma categoria sugerida. Algumas lojas de jogos como o Steam utilizam classificações diferentes que atendem as suas necessidades. A categorização a seguir distingue os jogos a partir de sua: Produção; Estilo; Jogabilidade.

## Produção
- Jogo eletrônico independente - Jogos independentes (ou indie do inglês independent) são jogos feitos por um pequeno grupo ou por apenas uma pessoa, podendo ser financiados pelos próprios produtores, ou um pequeno valor bancado por produtoras maiores ou por doações.
- Arcade - São jogos feitos para máquinas de arcade, caracterizam-se por serem produzidos em um conjunto completo (jogo, monitor e gabinete)
- Advergames - Jogos feitos para publicidade de algum produto ou empresa.
- Educacional - Jogos utilizados para atividades educacionais, geralmente utilizados em escolas e universidades.
- Jogos sociais - Jogos cujo objetivo é a interação de pessoas por uma rede de dispositivos.
- Jogo de Produção Comercial - Jogos feitos por grandes produtoras que contam com uma grande logística associada, jogos AAA podem ser considerados as grandes produções.[1]

## Gráficos
- Texto - Forma mais primitiva de jogos, baseados em interações via texto.
- Vetoriais - Jogos que usam primitivas geométricas como pontos, linhas e curvas, podem ser utilizados para criarem perspectiva 2D e 3D, exemplo: Starglider.
- 2D - Jogos que utilizam imagens bidimensionais.
  - Perspectiva top-down - Visão sobre a cabeça do personagem, onde o personagem pode se movimentar em qualquer ângulo
  - Side-scrolling - Visão ao lado do personagem, muito comum em jogos de plataforma, o personagem geralmente se move para esquerda e para a direita, podendo dar saltos, Parallax scrolling são aplicadas para simular profundidade.
  - 2.5D - Visão em 2D que simula uma visão em 3D vista de um determinado ângulo, também chamada de pseudo-3D, divide-se em algumas categorias:
    - Isométrico - exemplo: Diablo
    - Projeção oblíqua - exemplo: Paperboy e International Superstar Soccer
    - Billboarding - exemplo: Mario Kart
    - Escalamento do eixo Z - exemplo: OutRun
- 3D - Jogos que utilizam gráficos tridimensionais
  - 3D Fixo - Jogo cuja câmera é fixa em um ponto, e geralmente se utiliza de uma imagem pré-renderizada como plano de fundo, exemplos: Alone in the Dark e Resident Evil.
  - Primeira pessoa - Jogo cuja câmera está fixa na posição dos olhos do personagem, como se o jogador fosse a própria personagem.
  - Segunda pessoa - Jogo em que a câmera fica posicionada logo atrás da personagem, como se o jogador o estivesse acompanhando a personagem.
  - Terceira pessoa - Jogo em que a câmera está posicionada a uma distância em que o jogador pareça apenas um espectador da personagem, acompanhando-a em sua movimentação pelo cenário.
    - Câmera fixa - A câmera simplesmente acompanha o movimento do personagem, mas não a sua rotação, exemplo: God of War.
    - Tracking camera - A câmera acompanha o movimento e a rotação do personagem, exemplo: MDK.
    - Câmera interativa - A câmera acompanha o movimento, mas quem faz a rotação é o jogador, exemplo: Splinter Cell.

  - HD-2D - São jogos que aparentam 2D apesar de serem modelados em 3D, texturas que representam figuras 2Ds completas aplicadas em objetos 3Ds, combinando o charme do retrô com a beleza da aplicação dos shaderes, exemplo: Octopath Traveler.

## Estilo

### Ação
Jogos de ação requerem reflexos rápidos, desafio, coordenação e reação, se subdivide em várias categorias.
- Ball and paddle - Em português "bola e pagaia" são jogos que marcaram o início dos jogos eletrônicos onde se usava um objeto para colidir com outro, exemplos incluem Arkanoid, Breakout e Pong.
- Labirinto - Estilo de jogo onde deve se controlar uma entidade dentro de um labirinto, exemplos Pac-Man, Rally-X e Bomberman.
  - Top-down - Jogos de labirinto geralmente no estilo um jogador contra o outro, exemplo: Head On, Rally-X, Bomberman.
  - Primeira pessoa -Jogos que se utilizam de uma visão em primeira pessoa (mesmo que simulada) de um labirinto, exemplo: Maze War
  - Perseguição - Labirintos com inimigos, exemplo Pac-Man.
- Beat 'em up - Estilo de jogo de ação com um personagem se movimentando em um cenário com combates focados em briga corpo a corpo, exemplos: Double Dragon, Streets of Rage e Fighting Force.
- Shoot 'em up - Também chamado de Shmups, são jogos onde o jogador controla uma nave atacando atirando em vários inimigos e desviando deles, exemplos: Space Invaders e Gradius.
- Plataforma - Podendo ser 2D ou 3D característiza um personagem se movendo horizontalmente por um cenário podendo pular sobre plataformas pelo cenário, exemplos: Sonic The Hedgehog, Super Mario Bros. e Megaman.
  - Quebra cabeças - Plataformas cujo desafio está em resolução de quebra-cabeça, exemplo: Swapper.
  - Run and Gun - Plataformas cuja ênfase está em tiros multimensionais, numa influência dos shoot 'em ups, exemplos: Contra, Metal Slug, Megaman.
  - Cinemáticos - Plataformas que simulam situações de pulos reais, esse tipo de jogo costuma utilizar muitos elevadores, exemplo: Prince of Persia.
  - Ação cômica - Também conhecido como GACs, são jogos de plataforma sem rolagem de tela, exemplo: Nightmare in the Dark
  - Isométricos - Jogos de plataforma com visão isométrica, exemplo: Ant Attack.
  - Metroidvania - Também conhecidos como ação-aventuras, são jogos de plataformas com elementos de exploração de cenários, o nome do gênero deriva dos dois principais jogos do gênero: Metroid e Castlevania.
- Corrida sem fim - Jogos que caracterizam uma entidade que corre infinitamente em um cenário desviando de obstáculos, exemplo: Temple Run e Subway Surfers.
- Horror - Jogos com temática de terror, geralmente apresentando zumbis ou eventos paranormais, exemplos: Resident Evil e Silent Hill
- Furtivos - Jogos com temática mais focada em fugir de inimigos do que o combate direto com eles, exemplos: Metal Gear Solid e Splinter Cell
- Mundo aberto - Jogos cujo cenário é único e dá muita liberdade ao jogador para ir a qualquer ponto do cenários, exemplo: Grand Theft Auto.
- Shooting Gallery - Jogos em que o objetivo é acertar alvos no fundo de um cenário estático, exemplo: Shootout
  - Light gun shooter - Jogos de acertar inimigos em que o jogador usa algum tipo de arma para acertar os inimigos, exemplos: Time Crisis e The house of the Dead.
- Tiro em primeira pessoa - também conhecido como FPS (first person shooter) jogo em que a câmera se posiciona nos olhos do personagem do jogo, exemplo: Doom, Quake, Call of Duty.
  - Hero shooter - variação do FPS onde times duelam entre si e jogadores escolhem heróis com habilidades e armas únicas, costumam ser inspirados também nos MOBAs, exemplos: Team Fortress 2, Battleborn, Overwatch, Quake Champions, Paladins.
- Tiro em terceira pessoa - também conhecido como TPS (third person shooter) jogo em que a câmera se posiciona um pouco atrás do personagem, mas acompanhando a sua visão, exemplos: SOCOM U.S. Navy Seals, Gears of War.

### Aventura
São jogos em que o jogador assume o papel de um protagonista em uma história interativa com exploração e resolução de quebra-cabeças.
- Ficção interativa - São jogos de aventura em formato texto onde o jogador interage respondendo questões em uma estória contada, exemplo: Life is strange e Life is strange before The storm
- Aventura gráfica - São jogos que ao invés de textos, utilizam-se de imagens para a interação do jogador.
  - Point and click - Gênero que enfatiza história, geralmente em terceira pessoa onde o jogador geralmente usa o mouse para movimentar e interagir com objetos e personagens, exemplo: Monkey Island, Grim Fandango
  - Escape the room - Aventuras em que o jogador tem que solucionar problemas para escapar de algum tipo de espaço fechado, exemplo: MOTAS
  - Puzzle adventure - Jogos que enfatizam a resolução de quebra-cabeças, exemplos: Myst, Atlantis: The Lost Tales
  - Visual novels - Jogos de aventura com imagens estáticas que simulam mangás, são populares especialmente no Japão, exemplo: School Days, Doki Doki Literature Club!

### Estratégia
São jogos que enfatizam habilidades de pensamento e planejamento para alcançar a vitória;
- Por turnos - Jogos em que um jogador joga de cada vez revezando entre si, exemplo: The Battle for Wesnoth,Hearthstone;
  - Artilharia - Jogos que envolvem combate direto entre unidades inimigas, em versões eletrônicas inspiradas no jogo Batalha Naval, exemplo: Scorched 3D;
- Em tempo real - Jogo em que os jogadores jogam e tomam decisões ao mesmo tempo, exemplo: Warcraft, Starcraft e Clash Royale;
  - Tower defense - Jogo em que o objetivo é impedir que unidades controladas por computador atinjam um objetivo, o jogador faz isso instalando armadadilhas contra as unidades, geralmente em formato de torres, exemplo: Defenders of Ardania;
- 4X - Sigla para eXplore, eXpand, eXploit, and eXterminate, são jogos com ênfase em desenvolvimento, podendo ser em tempo real ou em turnos, exemplo: Civilization.

### RPG
São jogos que se assimilam aos RPGs de mesa, sua característica principal é o controle de um personagem que se desenvolve ao longo do jogo.
- MUD - Sigla para multi-user dungeon são RPGs em formato texto, exemplo:
- RPG de ação - Subgênero que envolve combates em tempo real com o controle direto do personagem, exemplo: The Legend of Zelda: A Link to the Past
  - Hack and slash - São RPGs com forte foco em combate, quase sempre com pouca ou nenhuma história associada, exemplo: God of War
- RPG tático - Subgênero que envolve combates em turnos.
  - Estritamente táticos - RPGs sem movimentos pelo cenário, mas apenas com combates em turnos.
  - Dungeon crawl - São RPGs eletrônicos com movimento e combate em turnos podendo ser em primeira ou terceira pessoa, exemplo: Doom RPG
  - RPG em turnos - RPGs em com movimento livre, mas combate em turnos, exemplo: Final Fantasy.
- Roguelike - RPG com cenários gerados aleatoriamente pelo software fazendo com que cada vez que o jogador joga, ele entra em um cenário diferente, podem ser de ação ou táticos, exemplo: Diablo.
- JRPG - Surgiram e se popularizaram no Japão, são RPGs com foco na história e com personagens com visual de anime/mangá, podendo ser de ação ou táticos, exemplo: Final Fantasy, Dragon Quest.

### Esporte
São jogos que simulam a prática de esportes individuais ou em equipe.
- Arcade - São jogos de esporte com pouca preocupação realística, exemplo: Mario Tennis, NBA Jam
- Simulação - Jogos com temática voltada ao realismo, geralmente incluem licenças com nomes reais de times e jogadores, exemplos: FIFA, Pro Evolution Soccer, Madden NFL.
- Managers - Jogos em que o jogador assume o papel do treinador, exemplo: Football Manager, Elifoot.
- Multi-esporte - Jogos que combinam vários jogos em um, exemplo: Wii Sports, Mario & Sonic at the Olympic Games.
- Luta - Jogos que se baseiam em lutas esportivas, exemplo: WWE 2K.

### Corrida
Jogos de corrida são aqueles em que o jogador entra em uma competição de corrida usando veículos de terra, água ou ar.
- Simuladores - Jogos que tentam simular o comportamento real de um veículo com ajustes de componentes, podendo usar pistas reais ou fantasiosas, são jogos que requeem treinos para melhorar a habilidade do jogador, exemplos: Gran Turismo, Forza Motorsport
- Arcades - São jogos com pouco foco em realismo, com física mais liberal, exemplo: Need For Speed
- Karting games - São jogos de corrida geralmente cartunesco com uso frequente de power-ups na pista e armas que podem ser usadas para atingir os oponentes, exemplo: Mario Kart.
- Combate de veículos - Jogos disputado em uma arena de demolição de veículos contra os outros, exemplo: Vigilante 8: Second Offense

### Jogo on-line
São jogos que, para serem jogados, precisam estar conectados em uma rede, local ou internet.
- Jogo de navegador - São jogos que podem ser jogados diretamente do navegador de internet, sem a necessidade de serem baixados.
- Jogo de fantasia - Também conhecido como fantasy games, jogos em que os jogadores simulam ligas temáticas, geralmente de algum esporte, exemplo: Cartola FC.
- MMO - Sigla para Massively multiplayer online, são jogos que utilizam um mundo persistente gerado por um servidor onde milhares de jogadores se encontram.
  - MMORPG - Jogos massivos com temática RPG com milhares de jogadores, exemplo: Lineage, Ragnarok Online, World of Warcraft.
  - MMORTS - Jogos massivos com temática de estratégia em tempo real, exemplo: Imperia Online
  - MMOTBS - Jogos massivos com temática de estratégia em turnos, exemplo: UltraCorps
  - MMOFPS - Jogos massivos com temática de tiro em primeira pessoa, exemplo: PlanetSide
  - MMOSG - Jogos massivos com temática social, geralmente sem um objetivos específicos, exemplo: Second Life, Habbo
- MOBA - Sigla para multiplayer online battle arena, jogos derivados dos RTS com batalhas online entre times cujo objetivo é destruir a base inimiga, exemplo: DotA, League of Legends, Smite, Heroes of the Storm.

### Simulação
São jogos com o objetivo de simular um mundo real ou fictício.
- Construção de cidade - São jogos onde o jogador assume o papel de planejar e administrar uma cidade, exemplo: SimCity, Cities XL.
- Simulação de governo - Onde o jogador assume o papel de um líder de uma nação, exemplo: Tropico.
- Simulador de voo - Jogos em que o jogador assume o papel de um piloto de aeronave, exemplo: Microsoft Flight Simulator, FlightGear.
  - Simulador de voo de combate - onde o jogador assume o papel de um piloto de aeronave em missões de combate, exemplo: Combat Flight Simulator, HAWX.
  - Simulador de voo espacial - onde o jogador assume o papel de comandar uma aeronave espacial, exemplo: Orbiter Space Flight Simulator

### Outros gêneros
- Tabuleiro Eletrônico
- Casual
- Cartas
- Ritmo
- Plataforma
- Quebra-Cabeça
- Trívia
- FMVs
- Battle Royale

## Jogabilidade
- Shooter
- MOBA
- Turn Based
- Luta
- Point and Click
- Sandbox
- Open World
- Plataforma
- Motion Capture
- Hack and Slash
- Beat em Up

Algumas siglas e designações também distinguem o conteúdo ou estilo dos jogos.
Siglas
- Eroge - Erotic Game
- FPA - Aventura em primeira pessoa
- FPS - First Person Shooter
- TPS - Third Person Shooter
- RPG - Role Playing Game
- MMORPG - Massive Multiplayer Online Role-Playing Game
- MMOG - Multi Massive Online Games
- MMOSG - Massively Multiplayer Online Social Game
- WBMMOG - Web Based Massive Multiplayer Online Games
- RTS - Real-time strategy
- TBS - Turn-based strategy
- MOBA - Multiplayer Online Battle Arena

Português
- Jogos de plataforma
- Jogos de corrida
- Jogos de luta
- Jogos de esporte
- Jogo de simulação
- Jogo musical
- Jogo de estratégia
- Jogo Erótico
- Jogo de tiro
- Jogo de aventura
- Jogo de tabuleiro
- Jogo de ação
- Quebra-cabeça
- Simulador de combate áereo
- Simulador de romance

Inglês
- Stealth
- Survival horror
- Shoot-em-up
- Beat 'em up
- Advergame
- Adventure
- Puzzle

Japonês
- Jogo bishōjo